# ダヴィト・リンベルスキー
ダヴィト・リンベルスキー（David Limberský、1983年10月6日  - ）は、チェコ・プルゼニ出身の元プロサッカー選手。元チェコ代表。現役時代のポジションは、ディフェンダー。

## クラブ経歴
地元クラブのFCヴィクトリア・プルゼニでキャリアをスタート。2003-2004シーズンはモデナFCにレンタル移籍。2004年12月、トッテナム・ホットスパーFCに半年間の契約でレンタル移籍。 
2009–10シーズンのポハール・チェスケー・ポシュスティ決勝ではFKバウミト・ヤブロネツを2-1で破り自身初となるタイトルを獲得した。
2010年のスーパーカップではリーグ王者のACスパルタ・プラハと対戦し1-0で敗れた。
UEFAチャンピオンズリーグ 2011-12では全試合に出場した。UEFAヨーロッパリーグ 2012-13ではアトレティコ・マドリード戦でジエゴ・コスタに頭突きされた。

## 代表歴
2003 FIFAワールドユース選手権ではオーストラリア戦とブラジル戦でゴールを挙げた。
2009年6月5日に行われたマルタ代表との親善試合で初キャップ。 
キリンカップサッカー2011ではチェコ代表の一員として来日したが、試合に出場することはなかった。
UEFA EURO 2012ではギリシャ代表戦とポルトガル代表戦に出場した。

### ゴール
| #  | 開催日       | 会場                   | 対戦国   | スコア | 結果 | 大会               |
| -- | ------------ | ---------------------- | -------- | ------ | ---- | ------------------ |
| 1. | 2015年9月6日 | スコント・スタディオン | ラトビア | 1–0    | 2–1  | UEFA EURO 2016予選 |

## タイトル

### クラブ
ヴィクトリア・プルゼニ
- HETリガ: 2010–11, 2012–13, 2014–15, 2015-16, 2017-18
- フォトバロヴァー・ナーロドニー・リガ: 2002–03
- ポハール・チェスケー・ポシュスティ: 2009-10
- チェスケー・スーペルポハール: 2011, 2015